# نیلکی ویرجینیایی
نیلکی ویرجینیایی (نام علمی: Tephrosia virginiana) نام یک گونه از سرده نیلکی است.